# Нічний агент
«Нічний агент» (англ. The Night Agent) — американський телесеріал 2023 року у жанрі трилеру, бойовика, драми та створений компаніями MiddKid Productions, Exhibit A, Project X Entertainment, Sony Pictures Television. В головних ролях — Габріель Бассо, Люсіан Б'юкенен, Фола Еванс-Екінбола, Сара Дежарден, Ев Гарлоу, Фенікс Рей, Енріке Мурсіано, Девід Браян Вудсайд, Хонг Чау.
Серіал вийшов на Netflix 23 березня 2023 року. 29 березня 2023 року Netflix продовжив його на другий сезон.
Режисер серіалу — Адам Аркін, Гай Ферленд, Сет Гордон, Рамаа Мослі, Міллісент Шелтон. Сценарист серіалу — Шон Раян.
Серіал, створений Шоном Раяном за мотивами однойменного роману Метью Квірка.

## Сюжет
Відповідальний за лінію екстреного зв'язку агент ФБР приймає дзвінок, який занурює його в серце смертельно небезпечної змови за участю зрадника в Білому домі.

## Актори та ролі

### Головні
| Актор               | Роль            |
| ------------------- | --------------- |
| Габріель Бассо      | Пітер Сазерленд |
| Люсіан Б'юкенен     | Роуз Ларкін     |
| Фола Еванс-Екінбола | Челсі Аррінгтон |
| Сара Дежарден       | Медді Редфілд   |
| Ев Гарлоу           | Еллен           |
| Фенікс Рей          | Дейл            |
| Енріке Мурсіано     | Бен Алмора      |
| Девід Браян Вудсайд | Ерік Монкс      |
| Хонг Чау            | Дайан Фарр      |

### Повторювані
| Актор          | Роль                     |
| -------------- | ------------------------ |
| Андре Ентоні   | Колін, Маттео            |
| Крістофер Шаєр | віце-президент Редфілд   |
| Тобі Левінс    | Бріггс                   |
| Бен Коттон     | Вік                      |
| Кері Матчетт   | президент Мішель Треверс |

## Український Дубляж
- Студія: Так Треба Продакшн
- Режисер дубляжу: Галина Желізняк
- Спеціаліст зі зведення звуку: Юрій Гелун (сезон 1, сезон 2, серії 2, 6), Дмитро Скриль (сезон 2, серії 1, 4-5, 7-10), Ігор Грищенко (сезон 1, серії 3)
- Перекладачі: Юлія Почінок (сезон 1, сезон 2 серії 6), Ольга Переходченко (сезони 1-2 серії 1-2, 5, 9-10), Тетяна Горстка (сезон 2 серії 3-4, 8), Поліна Новікова (сезон 2 серії 7-)
- Менеджер проекту: Сергій Ваніфатьєв (сезон 1), Валерія Антонова (сезон 2)

Ролі дублювали:
- Пітер — Євгеній Лісничий
- Роуз — Юлія Перенчук
- Еліс — Вікторія Москаленко
- Кетрін — Марина Клодницька
- Воррен — Шевчук Олександр
- Hyp — Вікторія Тишкевич
- Самі — Роман Молодій
- Азіта — Наталія Задніпровська
- Джавад — Олександр Погребняк
- Фархад — Олег Грищенко
- Соломон — Дмитро Гаврилов
- Томас — Денис Жупник
- Вілфред — Михайло Тишин
- Ларс — Дмитро Терещук
- Маркус — Роман Чорний

Додатковий акторський склад (сезон 1): Олена Бліннікова, Євген Пашин, Катерина Брайковська, Роман Молодій, Сергій Гутько, Наталія Калюжна, Михайло Кришталь, Юлія Малахова, Тетяна Руда, Володимир Терещук, В'ячеслав Хостікоєв.
Додатковий акторський склад (сезон 2): Олена Бліннікова, Катерина Брайковська, Владислав Васицький, Михайло Войчук, Сергій Гутько, Наталія Калюжна, Юрій Кудрявець, Євген Локтіонов, Євген Пашин, Кирило Татарченко, Володимир Терещук, Дмитро Терещук, Людмила Чиншева, Діана Семенюк.

## Сезони
| Сезон | Епізоди | Епізоди | Оригінальний показ | Оригінальний показ | Оригінальний показ |
| Сезон | Епізоди | Епізоди | Перший показ       | Останній показ     | Мережа             |
| ----- | ------- | ------- | ------------------ | ------------------ | ------------------ |
| 1     | 10      | 10      | 23 березня 2023    | 23 березня 2023    | Netflix            |

## Список серій

### Сезон 1 (2023)
| № | #  | Назва                                  | Режисер          | Сценарист             | Перший ефір у США |
| --- | -- | -------------------------------------- | ---------------- | --------------------- | ----------------- |
| 1 | 1  | «Дзвінок» «The Call»                   | Сет Гордон       | Шон Раян              | 23 березня 2023   |
| Під час зміни в нічному підрозділі агент ФБР Пітер приймає тривожний дзвінок і незабаром отримує завдання охороняти спеціалістку з кібербезпеки Роуз.                       |    |                                        |                  |                       |                   |
| 2 | 2  | «Повторна розмова» «Redial»            | Сет Гордон       | Шон Раян              | 23 березня 2023   |
| Після пошуків ланки, яка пов’язує подружжя Кемпбеллів із ФБР, Пітер змушений утікати разом із Роуз, щоб знайти жорсткий диск і нові відповіді.                              |    |                                        |                  |                       |                   |
| 3 | 3  | «Доглядач зоопарку» «The Zookeeper»    | Гай Ферленд      | Муніс Рашид, Шон Раян | 23 березня 2023   |
| Пітер із Роуз замислили ризиковану операцію в Білому домі. А тим часом досвідчений агент приєднується до загону, який охороняє доньку віцепрезидента.                       |    |                                        |                  |                       |                   |
| 4 | 4  | «Цілком таємно» «Eyes Only»            | Рамаа Мослі      | Сет Фішер             | 23 березня 2023   |
| Знайшовши останню людину, яка контактувала з Кемпбеллами, Роуз і Пітер дізнаються нову секретну інформацію. Монкс ділиться потаємним із Челсі. Пауло зближується з Медді.   |    |                                        |                  |                       |                   |
| 5 | 5  | «Маріонетка» «The Marionette»          | Гай Ферленд      | Корі Дешон            | 23 березня 2023   |
| Пітер навідує близьку людину Гокінса. Роуз викриває важливі зв’язки. Побачення обертається страшною небезпекою для Медді, і секретна служба береться до справи.             |    |                                        |                  |                       |                   |
| 6 | 6  | «У глибину» «Fathoms»                  | Рамаа Мослі      | Імоджен Браудер       | 23 березня 2023   |
| З найманими вбивцями на хвості Пітер і Роуз розділяються дорогою до Білого дому. Страшне відкриття ставить їхні життя під загрозу.                                          |    |                                        |                  |                       |                   |
| 7 | 7  | «Подавати холодним» «Best Served Cold» | Адам Аркін       | Тиффані Шоу Хо        | 23 березня 2023   |
| Змушені переховуватися, Пітер і Роуз зближуються та йдуть по сліду підозрюваного, що заклав бомбу. У Білому домі до рук змовників потрапляє плівка зі страшним компроматом. |    |                                        |                  |                       |                   |
| 8 | 8  | «Повернення» «Redux»                   | Адам Аркін       | Рейчел Вольф          | 23 березня 2023   |
| Спливають нові факти про особу підривника. Челсі й Пітер поспішають знайти Медді після того, як отримуються від неї відео із зашифрованим посланням.                        |    |                                        |                  |                       |                   |
| 9 | 9  | «Менше зло» «The Devil We Know»        | Міллісент Шелтон | Муніс Рашид           | 23 березня 2023   |
| Після нових відкриттів Пітер і Роуз намагаються знайти докази з допомогою Челсі й Медді. Страшна загроза притаїлася в Кемп-Девіді.                                          |    |                                        |                  |                       |                   |
| 10 | 10 | «Батьки» «Fathers»                     | Міллісент Шелтон | Сет Фішер             | 23 березня 2023   |
| Ризикуючи власними головами, команда намагається зірвати моторошний план, доки не пізно. Після цих подій Пітеру вдається примиритися зі своїм минулим і почати нове життя.  |    |                                        |                  |                       |                   |